# Decade (Michael Jackson)
Decade è un greatest hits scartato del cantante americano Michael Jackson, che sarebbe dovuto uscire negli anni '90. Sebbene non sia mai effettivamente uscito, gettò le basi per l'album Dangerous, mentre l'idea venne riutilizzata per HIStory: Past, Present and Future - Book I.

## Informazioni ufficiali
Le prime menzioni del progetto apparvero in un tabloid francese del 1989, che parlava di un "album segreto" chiamato Decade – Greatest Hits (1979-1989), il quale avrebbe incluso le più grandi canzoni da Off the Wall, Thriller e Bad e sarebbe dovuto uscire nei primi anni '90. Lo stesso tabloid ha poi riferito poco dopo che la raccolta era stata posticipata e Michael la stava riscrivendo cambiando le tracce e gli anni coperti che adesso sarebbero stati 1980-1990, non è chiaro se la storia sia effettivamente veritiera.
Nuove informazioni sulla raccolta vennero rivelate in una puntata del podcast MJCast; Matt Forger spiegò che il progetto avrebbe incluso anche 3 inediti del cantante, e la produzione ebbe inizio a luglio 1989 e continuò fino a marzo 1991, a un certo punto si unì al progetto Bruce Swedien. Non è mai stato spiegato precisamente perché il progetto venne abbandonato, ma molto probabilmente Michael Jackson decise di renderlo un album in studio data la grande quantità di inediti, portando al concepimento di Dangerous.
Il concetto venne riutilizzato per il primo disco di HIStory: Past, Present and Future - Book I, che è appunto un greatest hits (HIStory Begins).

## Bufale
Non sono mai state specificate le tre tracce inedite che sarebbero dovute essere incluse, ma per molto tempo è circolata la notizia di una cover di Strawberry Fields Forever dei Beatles fatta da Michael, che dopo la cancellazione di Decade venne archiviata, ma venne sfatata da Brad Sundberg spiegando che Jackson aveva considerato l'idea ma poi la scartò; ma secondo alcuni rumor ne potrebbe comunque esistere una registrazione.
Lungo gli anni sono fuoriuscite varie ricostruzioni e imitazioni false della raccolta, che includono una copertina finta e la lista delle tracce, dove i tre inediti erano una riedizione di I'll Be There e Never Can Say Goodbye o Can You Feel It dei Jackson 5 (note come "adult versions" ed esistono, ma non erano intese per Decade) e una demo di Who Is It chiamata It Doesn't Really Matter. Altre versioni includono l'inedita Men in Black e una demo di Gone Too Soon, tutto questo fu smentito.

## Tracce
Nel 2023 il computer di Brad Sundberg fu rubato e, tra tutti gli inediti che furono trapelati c'erano anche delle bozze della tracklist di Decade, questo leak presenta due versioni della tracklist, una datata 14 febbraio 1990 e l'altra datata 5 marzo 1991, possibilmente confermando il resoconto del tabloid francese – inoltre entrambe le versioni presentano due cassette, possibilmente indicando che Decade doveva contenere 2 dischi.

### Versione 14/02/1990

#### Primo disco
- Billie Jean
- Bad
- Rock with You
- The Way You Make Me Feel
- Don't Stop 'Til You Get Enough
- Workin' Day and Night
- Thriller
- Beat It
- Human Nature
- She's Out of My Life
- P.Y.T. (Pretty Young Thing)
- Say Say Say
- Off the Wall
- Leave Me Alone
- This Place Hotel
- Man in the Mirror

#### Secondo disco
- Smooth Criminal
- Wanna Be Startin' Somethin'
- Dirty Diana
- Music and Me
- Someone in the Dark
- I Just Can't Stop Loving You
- Liberian Girl
- The Girl is Mine
- State of Shock
- Come Together (cover)
- Heal the World
- Another Part of Me

### Versione 05/03/1991
Il primo disco di questa versione è uguale al secondo disco della prima versione, mentre il secondo disco della seconda versione non esiste, perché il progetto era già stato abbandonato, ma avrebbe probabilmente incluso alcuni inediti poi confluiti in Dangerous.